# Aleptinoides
Aleptinoides is een monotypisch geslacht van motten van de familie Noctuidae, die slechts één soort omvat, de Aleptinoides ochrea. Zowel het geslacht als de soort werden beschreven door William Barnes en James Halliday McDunnough in 1912.